# Apache californicum
Apache californicum är en insektsart som beskrevs av Wilkey 1953. Apache californicum ingår i släktet Apache och familjen Derbidae. Inga underarter finns listade i Catalogue of Life.